# La pioggia nel pineto
La pioggia nel pineto è una lirica composta fra luglio e agosto 1902 dal poeta Gabriele D'Annunzio nella celebre Villa La Versiliana, dove abitava immerso nel verde della pineta a Marina di Pietrasanta in Versilia.
Quest'opera appartiene all'Alcyone, una raccolta di poesie di D'Annunzio scritte tra il giugno del 1899 e il novembre del 1903. 
del bosco non odo

parole che dici

umane; ma odo

parole più nuove

che parlano gocciole e foglie

lontane.

Ascolta. Piove

dalle nuvole sparse.

Piove su le tamerici

salmastre ed arse,

piove su i pini

scagliosi ed irti,

piove su i mirti

divini,

su le ginestre fulgenti

di fiori accolti,

su i ginepri folti

di coccole aulenti,

piove su i nostri volti

silvani,

piove su le nostre mani

ignude,

su i nostri vestimenti

leggieri,

su i freschi pensieri

che l'anima schiude

novella,

su la favola bella

che ieri

t'illuse, che oggi m'illude,

o Ermione.

Odi? La pioggia cade

su la solitaria

verdura

con un crepitìo che dura

e varia nell'aria

secondo le fronde

più rade, men rade.

Ascolta. Risponde

al pianto il canto

delle cicale

che il pianto australe

non impaura,

né il ciel cinerino.

E il pino

ha un suono, e il mirto

altro suono, e il ginepro

altro ancóra, stromenti

diversi

sotto innumerevoli dita.

E immersi

noi siam nello spirto

silvestre,

d'arborea vita viventi;

e il tuo volto ebro

è molle di pioggia

come una foglia,

e le tue chiome

auliscono come

le chiare ginestre,

o creatura terrestre

che hai nome

Ermione.

Ascolta, ascolta. L'accordo

delle aeree cicale

a poco a poco

più sordo

si fa sotto il pianto

che cresce;

ma un canto vi si mesce

più roco

che di laggiù sale,

dall'umida ombra remota.

Più sordo e più fioco

s'allenta, si spegne.

Sola una nota

ancor trema, si spegne,

risorge, trema, si spegne.

Non s'ode voce del mare.

Or s'ode su tutta la fronda

crosciare

l'argentea pioggia

che monda,

il croscio che varia

secondo la fronda

più folta, men folta.

Ascolta.

La figlia dell'aria

è muta; ma la figlia

del limo lontana,

la rana,

canta nell'ombra più fonda,

chi sa dove, chi sa dove!

E piove su le tue ciglia,

Ermione.

Piove su le tue ciglia nere

sì che par tu pianga

ma di piacere; non bianca

ma quasi fatta virente,

par da scorza tu esca.

E tutta la vita è in noi fresca

aulente,

il cuor nel petto è come pèsca

intatta,

tra le pàlpebre gli occhi

son come polle tra l'erbe,

i denti negli alvèoli

son come mandorle acerbe.

E andiam di fratta in fratta,

or congiunti or disciolti

(e il verde vigor rude

ci allaccia i mallèoli,

c'intrica i ginocchi)

chi sa dove, chi sa dove!

E piove su i nostri volti

silvani,

piove su le nostre mani

ignude,

su i nostri vestimenti

leggieri,

su i freschi pensieri

che l'anima schiude

novella,

su la favola bella

che ieri

m'illuse, che oggi t'illude,

o Ermione.»

## Struttura
La poesia è composta da 128 versi divisi in quattro strofe.
I versi sono totalmente liberi, ossia non rispettano un preordinato numero di sillabe, tuttavia è stato notato che ricorrono spesso i ritmi ternario (tre sillabe), senario (sei sillabe) e novenario (nove sillabe). I versi sono anche sciolti, perché non seguono uno schema metrico fisso di rime, ma le rime sono presenti in tipi diversi. Il poeta descrive un'immagine raffinatissima e suggestiva di un'atmosfera naturale espressa con una struttura frammentaria dei versi e con la ripetizione di parole e di frasi e dal susseguirsi di sensazioni uditive, visive, olfattive, tattili, ritmate dal ripetersi di due verbi chiave, "piove" e "ascolta", in cui però le sensazioni uditive prevalgono sulle altre. La poesia, infatti, è come una sinfonia: il poeta sceglie le parole non tanto per il loro significato quanto per il loro suono — caratteristica tipica del decadentismo e di D'Annunzio in particolare —, per creare la suggestione di una musica. Le strategie tecniche che utilizza per creare musicalità e suggestione sono varie e diversificate e il linguaggio risulta molto ricercato e raffinato.
L'autore spezza i legami sintattici e crea una sequenza di effetti sonori con le rime, variamente disposte, le assonanze, le onomatopee e le similitudini. Si notano infatti già nella prima strofa diversi tipi di rime:
| Rime sparse                    | soglie / foglie                      | dici / tamerici                      | pini / divini                        |
| Rime alternate                 | odo / odo                            | sparse / arse                        | volti / folti                        |
| Rime baciate                   | irti / mirti                         | accolti / folti                      | silvani / mani                       |
| Rima incrociata                | fulgenti / accolti - folti / aulenti | fulgenti / accolti - folti / aulenti | fulgenti / accolti - folti / aulenti |
| Rima interna allo stesso verso | e varia nell'aria                    | più rade men rade                    | al pianto il canto                   |

### Figure retoriche
Nella lirica sono presenti le seguenti figure retoriche:
- onomatopee (figura retorica che consiste nell'imitazione parziale da parte della sequenza fonica del lemma, del suono di cui il lemma stesso esprime il significato, come ad esempio "crepitìo" al v.36 e "gocciole" al v.6);
- anafore (l'iterazione di "ascolta" e di "piove");
- similitudini (paragoni del tipo "è molle di pioggia come una foglia");  "come le chiare ginestre" (vv. 60-61); "Il cuor nel petto è come pèsca" (v. 104); "Son come polle tra l’erbe" (v.107); "Son come mandorle acerbe" (v. 109);
- enjambement: "mirti / divini" (vv. 14-15);
- sineddoche: "fronda" che sta per "albero" al v.81;
- apostrofe: "taci" e "ascolta";
- anticlimax: "s'allenta, si spegne" al v. 76 e "risorge, trema, si spegne" al v.79;
- sinestesia: "freschi pensieri" (v.26); "argentea pioggia" al v.83 e "umida ombra" al v. 74;
- allitterazione: "umida ombra remota" = allitterazione della M + sinestesia (v. 74). "Chiare ginestre, o creatura terrestre = allitterazione di R e T (vv. 61-62). "D'arborea vita viventi e il tuo volto ebro" = allitterazione di R e V (vv. 55-56). "Del limo lontana" = allitterazione della L (v. 91);
- personificazione: Ermione (la donna che ama e il concetto di amore);
- epizeusi;
- epanalessi: "chi sa dove, chi sa dove" (v.94, v.115);
- asindeto: "trema, si spegne, risorge, trema, si spegne" (vv. 78-79);
- epifora: "si spegne": (v.76; v.78; v.79);
- anastrofe: "d'arborea vita" (v.55); "più sordo / si fa" (vv.68-69); "par da scorza tu esca" (v.101).

## Contenuto
Il Taci iniziale della poesia è un invito a creare l'atmosfera di silenzio e di ascolto e, attraverso questa onomatopea, le cose, viste o toccate sono ricondotte essenzialmente al loro suono. Il poeta si trova a Marina di Pisa con Ermione, la sua donna amata: mentre i due passeggiano in una deserta pineta vicino al mare li sorprende un fresco temporale estivo.
Le gocce, cadendo leggere sui rami e sulle foglie, creano una musica magica e orchestrale, destando odori e vita segreta nel bosco. I due amanti si inoltrano sempre più nel fitto della vegetazione e, così circondati, coinvolti e immersi da una sinfonia di suoni, profumi e sensazioni sprigionati dalla pioggia, si sentono parte viva della natura che li circonda, fino ad immedesimarsi con essa stessa e a trasformarsi in creature vegetali.
Questa trasformazione inizia nella seconda strofa, ai versi 52-64, dove il poeta paragona il volto di Ermione a una foglia e i suoi capelli a una ginestra e si compie nell'ultima strofa, a partire dal verso 97, dove D'Annunzio definisce Ermione non bianca ma quasi fatta virente, cioè verde, come una pianta, e ne paragona i vari elementi del corpo ad altrettanti elementi naturali: il cuore alla pesca, gli occhi alle polle (pozzanghere) d'acqua, i denti alle mandorle.
Questa meravigliosa trasformazione, questa immersione totale del poeta e di Ermione nel paesaggio naturale che li circonda è la "favola bella". Una favola perché si tratta di un'illusione momentanea, ma bella perché questo senso di comunione perfetta con la natura è fonte di serenità e di gioia. I temi principali della poesia, infatti, sono tre:
- la pioggia
- la trasformazione o metamorfosi
- l'amore

Ogni strofa termina con il nome della donna, Ermione, riferimento classico come quasi per rendere immortale la sua donna. Ermione (che nella realtà era l'attrice Eleonora Duse) è un nome tratto dalla mitologia greca e corrisponde alla figlia di Elena, moglie di Menelao e causa della guerra di Troia. La poesia si conclude riprendendo i versi che chiudevano la prima strofa, ma invertendo i pronomi mi e ti:

## Ispirazione
Grande premessa di questa poesia è l'estate che col desiderio di pioggia arriva, immateriale e leggera, fino all'anima, realizzando in un momento di gioco e di magico incantesimo i sogni e le illusioni dei due amanti. Il tema dominante della sua poesia è la ricerca della bellezza e la possibilità di esprimere e far parlare il mondo delle sensazioni, delle emozioni e dei sentimenti, il rifiuto della razionalità, l'abbandono all'istinto e all'esperienza, attraverso una completa identificazione con la natura che diventa amica, conforto, gioia e ci permette di godere delle sensazioni provate. 
Il tema della metamorfosi è un riferimento di natura classicista, che non va inteso come nostalgico riferimento alla letteratura ovidiana, ma come una costruzione moderna in cui l'assottigliarsi dello spazio tra sé e natura, tra io e non-io diventa direttamente proporzionale alla sopravvivenza degli antichi dei nella favola moderna. Svolgendo il suo racconto in un contesto apparentemente bucolico, che pure non si nutre del genere pastorale, D'Annunzio sviluppa nodi tematici cari al naturalismo francese, ma anche al materialismo americano e al supernaturalismo inglese in cui lo psicologismo estetico viene sviluppato come una forma sintomatica di incarnazione dell'ambiente circostante: le persone diventano cose, e le cose, o la natura nel caso di questa poesia, viene animata attraverso la prosopopea. D'Annunzio, superando in questa poesia il peso del tecnicismo formale, della superficialità e della mancanza di profondità, presente talvolta nella sua produzione, esprime l'ideale decadente del "panismo", cioè della completa fusione tra l'uomo e la natura che lo circonda. Tale definizione deriva dal greco Pan che è sia il nome dell'antica divinità dei boschi, sia l'aggettivo greco indefinito "tutto". Il problema della modernità, dunque, non è rappresentato come tema di questa poesia, ma la fantasia agreste è un prodotto del desiderio di ritrovare una connessione con la natura (connessione che viene distrutta dalle nuove tecnologie, dai mezzi di comunicazione, dall'industrializzazione e dalla urbanizzazione tipici della società fin-de-siècle europea).
Si attua una umanizzazione della natura e una naturalizzazione dell'umano. La natura è descritta con termini antropomorfici (la sera si trasforma in una figura femminile, e il poeta e la sua compagna Ermione entrano estaticamente nella fisicità biologica della vita vegetale).